# Credo quia absurdum
Credo quia absurdum este o frază în limba latină ce înseamnă „cred pentru că e absurd”. E parafrazarea unei declarații din cartea lui Tertulian, De Carne Christi (c. 203-206), „prorsus credibile est, quia ineptum est”, ce poate fi tradus ca: „e de crezut întru totul, pentru că e absurd”. Contextul declarației e apărarea credințelor dogmatice ale creștinismului ortodox împotriva docetismului:
Crucifixus est Dei Filius, non pudet, quia pudendum est; et mortuus est Dei Filius, prorsus credibile est, quia ineptum est;
et sepultus resurrexit, certum est, quia impossibile.
— (De Carne Christi V, 4)
„Fiul lui Dumnezeu a fost răstignit: nu e nicio rușine, pentru că e rușinos.
Iar Fiul lui Dumnezeu a murit: e de crezut întru totul, pentru că e absurd.
Și, îngropat, a înviat: e cert, pentru că e imposibil”
Fraza nu exprimă credința catolică, după cum explică Papa Benedict al XVI-lea: „Tradiția catolică, de la început a respins așa numitul fideism, care e dorința de a crede împotriva rațiunii. Credo quia absurdum (Cred pentru că e absurd) nu e o formulă care să interpreteze credința catolică.”
Fraza e astfel asociată uneori cu doctrina fideismului, „un sistem filosofic ori o atitudine a minții care, negând puterea nemijlocită a rațiunii umane de a dobândi certitudine, afirmă că actul fundamental al cunoașterii umane constă într-un act de credință, iar criteriul ultimativ al certitudinii este autoritatea.” ( Enciclopedia catolică). Fraza a mai fost folosită, în interpretări diferite, de unii gânditori existențialiști.
Fraza a inspirat o butadă a lui H.L. Mencken (de o oarecare notorietate în Statele Unite): „Lui Tertulian îi este atribuit motto-ul 'Credo quia absurdum' - 'Cred pentru că e imposibil'. Inutil de a mai menționa că el și-a început viața ca avocat.”